# Franc Raztočnik
Franc Raztočnik, slovenski zborovodja in organist, * 3. september 1908, Šentjur, † 13. februar 1989.

## Življenje
Rodil se je leta 1908 v Šentjurju pri Celju (v tistem času Sv. Jurij ob južni železnici ) očetu Valentinu Raztočniku, organistu v Šentjurju in materi Mariji roj. Gostečnik, kot drugi od treh sinov v družini. Po končani osnovni šoli je obiskoval Bervarjevo orglarsko šolo v Celju in jo leta 1925 uspešno zaključil. Po očetu je prevzel mesto zborovodje in kot organist v farni cerkvi Sv. Jurija v Šentjurju deloval vse do leta 1988. Po drugi svetovni vojni je dodatno služboval pri obrtniku Smoleju v Šentjurju, Mesoprometu v Celju, Poljestroju v Šentjurju in Alposu v Šentjurju, od koder se je upokojil leta 1964. V vsem tem času je vodil različne cerkvene zbore, gasilski moški zbor Šentjur, moški in mešani pevski zbor Gorica pri Slivnici in moški zbor Alpos. Vse do leta 1969 je tudi uspešno vodil ali bil korepetitor vodilnega zbora v občini - MPZ skladateljev Ipavcev v Šentjurju. Za svoje kulturno glasbeno in pevsko delovanje je dobil številna društvena in občinska priznanja. Bil je tudi dobitnik zlate Gallusove značke.
Umrl je po kratki bolezni na svojem domu (kaplaniji) leta 1989.